# D2700

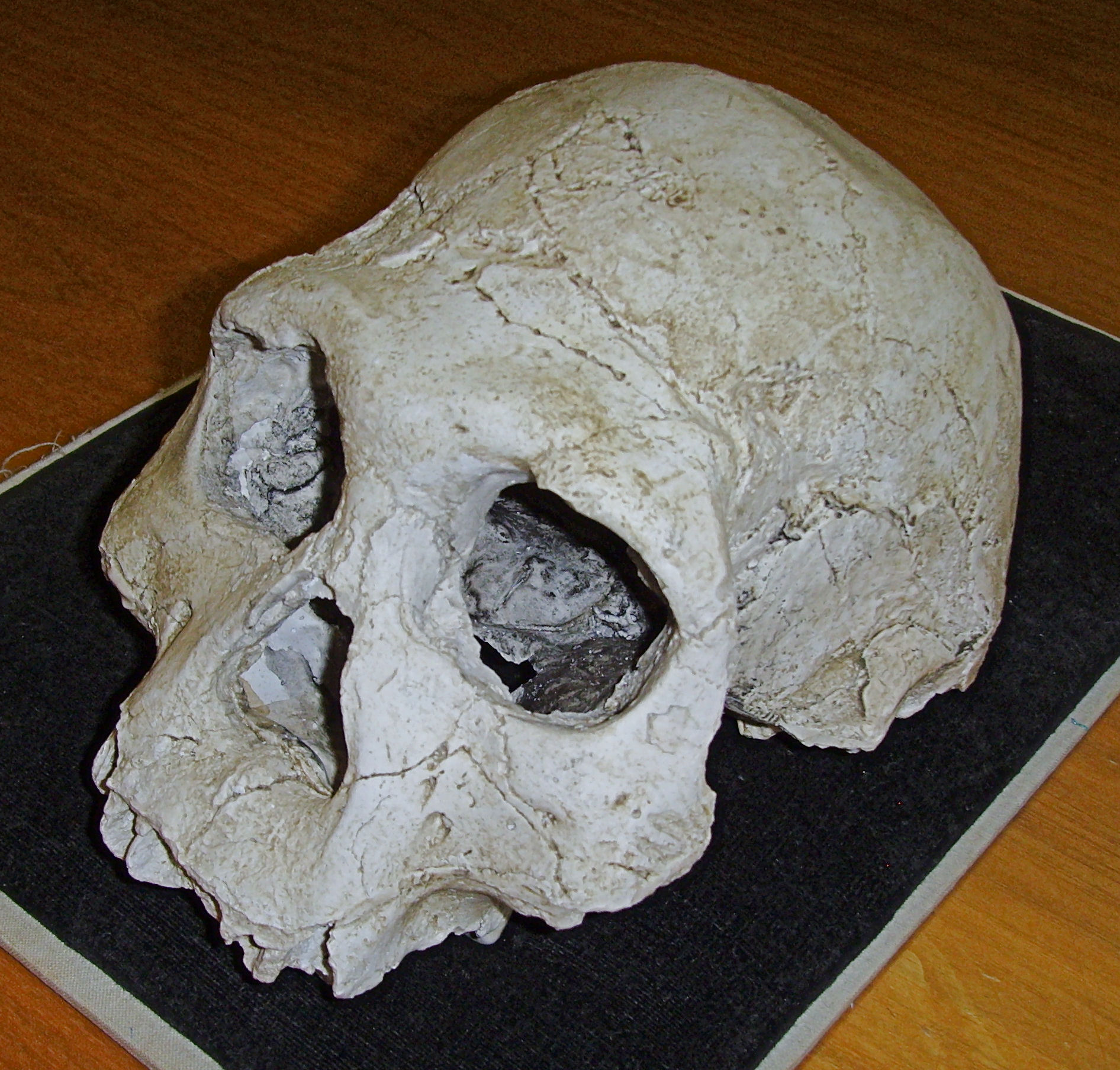
Copia del cranio D 2700

D2700, anche noto come Dmanisi skull 3, è un teschio fossilizzato di un ominide della specie Homo georgicus, datato a circa 1.8 milioni di anni fa, scoperto a Dmanisi in Georgia, nel 2001 da Abesalom Vekua e David Lordkipanidze.

## Descrizione
Il cranio è stato ritrovato in condizioni eccezionalmente buone, compresa la mascella inferiore, reperto n. D2735, rinvenuta a circa un metro di distanza e ritenuta appartenente alla stessa persona. Il fossile è stato datato stratigraficamente, in un periodo compreso tra il 1,85 e 1,77 milioni di anni fa. La dimensione del suo cervello è stimata in 600 cc.